# Mitsuomi Takahashi
Mitsuomi Takahashi (高橋 光臣, Takahashi Mitsuomi, Data de Nascimento 10 de março de 1982) é um ator japonês conhecido pelo papel de Satoru Akashi/BoukenRed em GoGo Sentai Boukenger Tokusatu.

## Filmografia

### Filmes
| Ano  | Título original                                   | Título em português | Papel                      | Observações |
| 2006 | GoGo Sentai Boukenger: Saikyo no Precious         |                     | Akashi Satoru / Bouken Red |             |
| 2007 | GoGo Sentai Boukenger vs. Super Sentai            |                     | Akashi Satoru / Bouken Red |             |
| 2008 | Juuken Sentai Gekiranger vs. Boukenger            |                     | Akashi Satoru / Bouken Red |             |
| 2010 | Surely Someday                                    |                     | Shuka                      |             |
| 2011 | Gokaiger Goseiger Super Sentai 199 Hero Daikessen |                     | Akashi Satoru / Bouken Red |             |

### Seriados
| Ano         | Título original              | Título em português | Papel               | Observações            |
| 2005        | Water Boys 2005 Natsu        |                     |                     | Fuji TV                |
| 2005        | Anego                        |                     | Jogador de Rugby    | NTV, Episódio 3        |
| 2007        | Hanazakari no kimitachi e    |                     | Mitsuomi Daikokucho | Fuji TV                |
| 2008 - 2010 | Kasouken no Onna             |                     |                     | TV Asahi, 4 Temporadas |
| 2008        | Koshonin                     |                     | Masaki Asakawa      | TV Asahi, episódio 7   |
| 2008        | Monster Parent               |                     | Mitsuomi Daikokucho | Fuji TV, episódio 6    |
| 2008        | Hanazakari no kimitachi e SP |                     | Mitsuomi Daikokucho | Fuji TV                |
| 2009        | Atashinchi no Danshi         |                     | Nakao               | Fuji TV                |
| 2011        | Shinsengumi Keppuuroku       |                     |                     | NHK, Episódio 1        |

### Tokusatsu
| Ano  | Título original         | Título em português | Papel                      | Observações           |
| 2006 | GoGo Sentai Boukenger   |                     | Akashi Satoru / Bouken Red | TV Asahi              |
| 2011 | Kamen Rider OOO         |                     |                            | TV Asahi. ep. 17 e 18 |
| 2011 | Kaizoku Sentai Gokaiger |                     | Akashi Satoru / Bouken Red | TV Asahi. ep. 21      |